# Римокатоличка црква Светог Климента у Хртковцима
Римокатоличка црква Светог Климента у Хртковцима, месту у општини Рума, поред пута Рума-Шабац, подигнута је 1824. године и као непокретно културно добро представља споменик културе од великог значаја.

## Изглед
Црква је саграђена као једнобродна грађевина оријентисана у правцу север-југ. Полукружна олтарска апсида налази се на јужној страни, а над прочељем се издиже звоник. Уз западну страну призидана је сакристија. На чеоној, северној страни је главни улаз фланкиран пиластрима. У зони изнад улаза налазе се лучно завршени прозор и две нише. Исти облик имају прозори на броду и на звонику цркве. Хоризонтално рашчлањавање фасада постигнуто је соклом и поткровним профилисаним венцем, а вертикално пиластрима са профилисаним капителима. Исти украсни архитектонски елементи поновљени су и на звонику. Црква је препокривена двосливним кровом.
У њој се налази више значајних уметничких дела. На главном олтару је слика Св. Климента, дело непознатог уметника бечке сликарске школе из 19. века. Фланкирана је канелираним стубовима са четвртастим базама и композитним капителима. Олтар је надвишен балдахином. Класицистички су обликовани бочни олтари, фланкирани канелираним стубовима са профилисаним капителима, архитравом украшеним метопама и триглифима и тимпаноном уоквиреним профилисаним тракама. На једном олтару је слика Богородице са Христом и Св. Алојзијем, а на другом Св. Петар и Павле. Обе композиције, сликане уљем на платну настале су у 19. веку. најстарија слика у цркви Св. Климента је представа Св. Ане са Јоакимом и Богородицом.
Конзерваторско-рестаураторски радови извођени су од 1979. до 1982. године.